# Psychomyia morisitai
Psychomyia morisitai är en nattsländeart som beskrevs av Tsuda 1942. Psychomyia morisitai ingår i släktet Psychomyia och familjen tunnelnattsländor. Inga underarter finns listade i Catalogue of Life.